# Andrés de la Calleja
Pour les articles homonymes, voir de la Calleja.
Andrés de la Calleja, né le 6 décembre 1705 à La Rioja et mort le 2 janvier 1785 à Madrid, est un peintre espagnol.

## Biographie

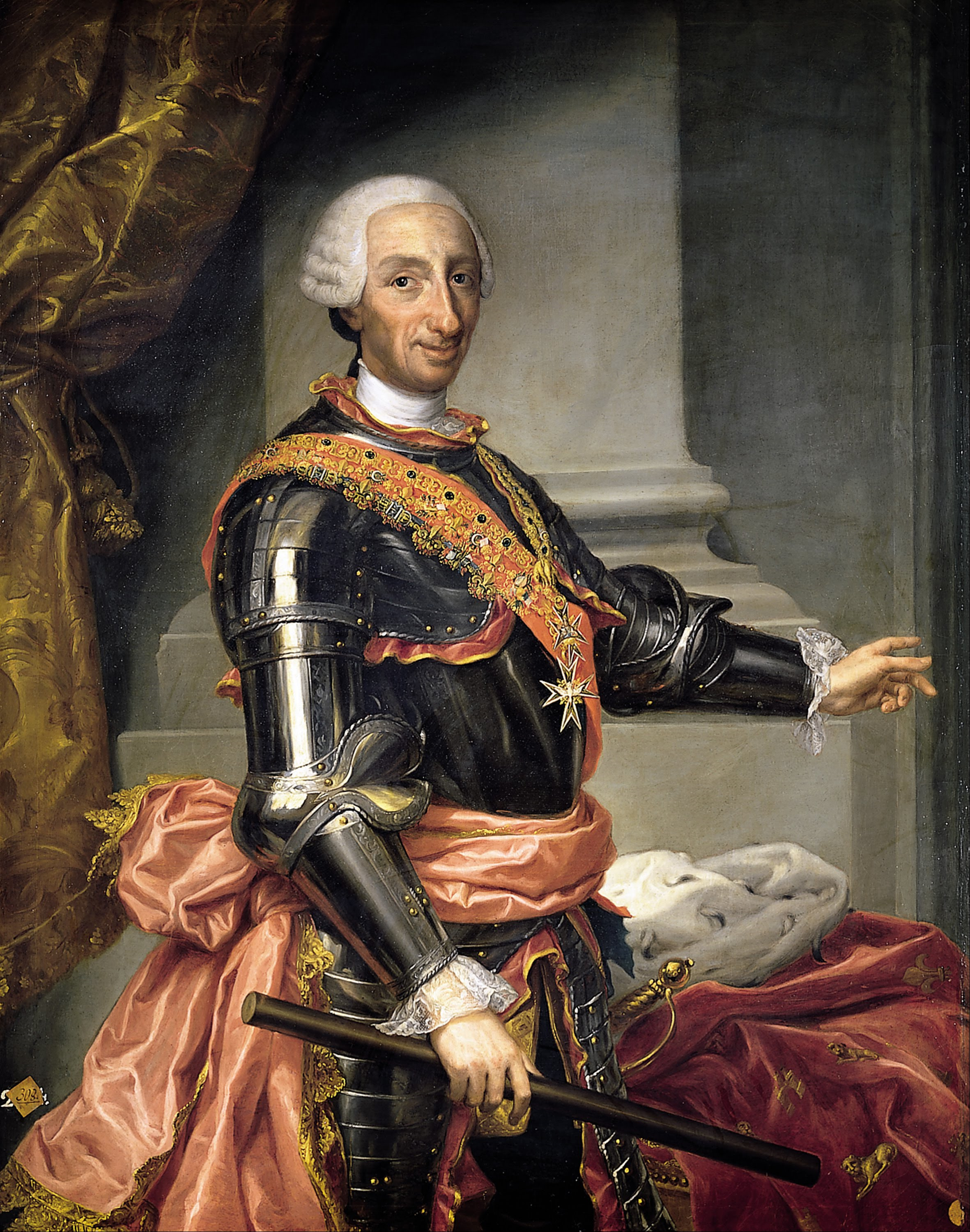
Portrait de Carlos III en armure (entre 1761 et 1785), Académie royale des beaux-arts de San Fernando.

Andrés de la Calleja, né en 1705 à La Rioja, est l'élève de Gerónimo Antonio de Ezquerra (en). 
À la mort de Miguel Menendez, La Calleja achève, sur les dessins du défunt, les beaux tableaux de San-Felipe-el-Real. En 1744 Philippe V le nomme président de la commission chargée de créer une académie des beaux-arts à Madrid, et lorsque, en 1752, Ferdinand VI ouvre cette académie (sous le vocable de San-Fernando), il en confie la direction à La Calleja, qu'il choisit en même temps que son peintre particulier. En 1778, La Calleja est reçu à l'Académie de Valence. Il laisse des élèves nombreux et habiles. Sa principale occupation est la restauration des œuvres des anciens maîtres espagnols ; il excelle dans ce travail difficile et ingrat, et on lui doit la conservation d'un grand nombre de toiles admirées aujourd'hui. Cependant on cite de lui, comme dus à son propre pinceau, des tableaux qui ornent à Madrid les églises de Santa-Cruz, de San-Felipe-el-Real, la chapelle du Trésor, le couvent de San-Francisco et l'Académie de San-Fernando. Ces pièces sont pour la plupart réunies à Rosario. Un de ses portraits les plus estimés est celui de don José de Carvajal, ministre d'État en 1754.
Il meurt le 2 janvier 1785 à Madrid.